# بقال (شکی)
بقّال (به لاتین: Baqqal) یک منطقه مسکونی در جمهوری آذربایجان است که در شهرستان شکی واقع شده است. بقال ۴۹۰ نفر جمعیت دارد.